# لينكس من الصفر
لينكس من البداية (بالإنجليزية: Linux From Scratch)‏ واختصاراً LFS هو دليل تطبيقي كتبه جيرارد بيكمانس يشرح كيفية برمجة إصدار شخصي لنظام تشغيل الكمبيوتر لينكس انطلاقا من النص المصدري الأصلي للنظام. هذا الكتاب الذي تحول إلى مشروع متوفر مجانا على موقع المشروع على الإنترنت وهو الآن وفي نسخته 7.9 
المشروع يوفر للراغبين ببناء توزيعة شخصية كل ما يحتاجونه من:
- مكونات الأساسية مجموعة أو بروابط لمواقعها الرسمية.
- كتاب يشرح طريقة البناء بالتفصيل (و بعدة لغات).
- أقراص مدمجة (على شكل Live CD) تسمح باستقلالية تامة.

النتيجة نظام لينكس سريع وشخصي يلبي احتياجات صاحبه.
لينكس من البداية هي طريقة لتركيب نظام لينكس يعمل بالطريقة التي تريدها، ويتم ذلك بناء كل مكوناته بنفسك. لاحظ ان هذه الطريقة أو العملية تكون أطول من التركيب العادي لاي نوع من توزيعات لينكس (مثل ابنتو ولينكس منت وغيرها) pre-compiled . بناء على ما هو منشور في موقع لينكس من البداية (LFS) ان ميزة هذه الطريقة انها موجزة وتشمل احتياجاتك، ومرنه وبنظام امن وتقوي معرفتك وفهمك لطريقة العمل الداخليه لاي نظام أو توزيعه مبنية على لينكس Linux-based .
تم عمل نسخه مطورة من الكتاب كخطوة تاليه لجعل LFS اصغر وأكثر تركيزا، في كتاب اخر على نفس الموقع يسمى ما وراء لينكس من البداية BLFS , وهو يوضع تعليمات جديده عن كيفية التطوير بشكل أكبر عن الطريقة الأولى LFS . الطريقة والكتاب الثاني يقدمان ارشاد للقارئ من خلال بعض الاضافات التي تشمل نظم الشبكات، واكس، والصوت، ودعم الطابعات والماسحات الضوئيه. منذ الإصدار الخامس وكتاب BLFS يطابق إصدار كتاب LFS .
الكتاب الثالث المترجم المتعدد لينكس من البداية (CLFS) يركز على المترجم المتعدد (ومترجم قادر على صنع كود تنفيذي لأكثر من منصة حاسوبية), ويشمل الترجمة (compiling) للنظم المضمنه التي تقبل عمل لينكس عليها ولكن تفتقد للموارد المطلوبة لترجمة (Compile) لينكس. الطريقة الثالثه (CLFS) تدعم العديد أنواع المعالجات (Processors) وتكنولوجيا العنونة المتقدمة، الكتاب الثالث يحتوي على بعض المكونات التي لا يحتويها الكتاب الأول مثل الأدوات المسلسلة (cross-build toolchains), ودعم المكتبات المتعدده (مثل مكتبات 32 بت وكتبات 64 بت والتعامل معها جميعا في نفس الوقت وجنبا إلى جنب), ومجموعة الاوامر البديله لمعماريات مثل معمارية المعالج Itanium ومعالج SPARc و MIPS و Alpha .
الكتاب الرابع مقوي لينكس من البداية (HLFS) يركز على تحسين الامان (Security), مثل التقوية باضافة بتشات النواة (Kernel patchs) والنواة هي الأساس لنظام لينكس كاسمها تماما (نواة نظام لينكس), ويحتوي الكتاب أيضا على سياسات التحكم الإلزامية (access control policies), .
الكتاب الرابع ALFS هو مشروع تم تصميمه لاتمام عملية بناء نظام LFS (لينكس من البداية), والهدف الذي يسعى له مساعدة المستخدميين الدارسيين لكتابين أو نظاميين LFS و BLFS ان يقللوا من عبئ العمل وتسهيله، ويتم التسهيل عن طريق استخلاص كثير من الاوامر من مصدر XML لكلى الطريقتين (النظاميين).

## المتطلبات والإجراءات
قسم فارغ نظيف ونظام أو توزيعه من توزيعات لينكس (على سبيل المثال ابنتو) ومترجم (مجمع) (Compiler) وبعض مكتبات البرامج الأساسية هي المتطلبات لبناء نظام لينكس من البداية LFS .
```
المشروع في الأساس لعمل اسطوانة نظام لينكس من البداية LFS LiveCD .
[
10
]
```

## قائمة بالبرمجيات للينكس من البداية (LFS) لإصدار 7.9
| مكونات                               | وصف | رخصة                                           | إصدار             |
| ------------------------------------ | --- | ---------------------------------------------- | ----------------- |
| قائمة التحكم بالوصول                 | قائمة التحكم بالوصول (ACL) بالنسبة إلى نظام ملفات الكمبيوتر هو قائمة الأذونات (السماحيات) التي تتعلق باي كائن object. | رخصة جنو العمومية                              | 2.2.52            |
| Attr                                 | أوامر لمعالجة السمات لنظم الملفات الموسعة Commands for Manipulating Filesystem Extended Attributes. | رخصة جنو العمومية                              | 2.4.47            |
| أوتو كونف ‏                           | اداة لانتاج سكريبت Tool for producing configure scripts ‏ for C، سي++، فورتران، Fortran 77, إرلانج، سي-الكائنية software on شبيه يونكس computer systems. | رخصة جنو العمومية                              | 2.69              |
| Automake                             | أدوات البرمجة التي تنتج صنعs للاستخدام بواسطة صنع (برمجة) برنامج، يستخدم في تجميع البرمجيات. | رخصة جنو العمومية                              | 1.15              |
| باش (يونكس)                          | برمجيات حرة شل يونكس كتبت لمشروع جنو | رخصة جنو العمومية                              | 4.3.30            |
| بي سي (لغة البرمجة)                  | بي سي هي آلة حاسبة أساسية، هو "لغة حاسبة دقيقة" مع بناء جملة مماثل لسي. | رخصة جنو العمومية                              | 1.06.95           |
| Binutils                             | A collection of أدوات البرمجةs for the manipulation of object code in various object file formats. | رخصة جنو العمومية                              | 2.26              |
| بيسون جنو                            | A parser generator that is part of the مشروع جنو. Bison converts a grammar description for a قواعد خالية من السياق into source code for a C، سي++ or جافا parser. | رخصة جنو العمومية                              | 3.0.4             |
| بزيب2                                | A برمجيات حرة and برمجيات مفتوحة المصدر ضغط البيانات غير المضيع خوارزمية and program developed by جليان سوارد ‏. | رخصة جنو العمومية                              | 1.0.6             |
| Check                                | A a unit testing framework for C. | رخصة جنو العمومية                              | 0.10.0            |
| أدوات جنو الأساسية                   | A نظام إدارة الحزم of جنو برمجية containing many of the basic tools, such as كات (أمر يونكس)، إل إس، and آر إم، needed for شبيه يونكس نظام تشغيلs. | رخصة جنو العمومية                              | 8.25              |
| DejaGnu                              | A framework for testing other programs. It has a main script called runtest that goes through a directory looking at configuration files and then runs some tests with given criteria. | رخصة جنو العمومية                              | 1.5.3             |
| ديف                                  | A data comparison utility that outputs the differences between two files. | رخصة جنو العمومية                              | 3.3               |
| سيستم دي                             | A a fork of udev in order to avoid dependency on the systemd architecture. The resulting fork is called eudev and it makes udev functionality available without سيستم دي. | رخصة جنو العمومية                              | 3.1.5             |
| حزمة برامج إ تو اف اس                | e2fsprogs (sometimes called the e2fs programs) is a set of utilities for maintaining the إكس تي 2، إكس تي 3 and إكس تي 4 نظام الملفاتs. | رخصة جنو العمومية                              | 1.42.13           |
| Expat                                | A جريان (حوسبة)-oriented لغة الترميز القابلة للامتداد parser مكتبة برمجية، written in C. | رخصة إم إي تي                                  | 2.1.0             |
| Expect                               | Expect is a يونكس automation and testing tool as an extension to the تي سي إل scripting language, for interactive برمجيات تطبيقية such as تل نت، بروتوكول نقل الملفات، passwd، إف إس سي كيه، آر لوجين، tip، ssh, and others. | ملكية عامة                                     | 5.45              |
| File                                 | file command is a standard Unix program for recognizing the type of data contained in a computer file. |                                                | 5.14              |
| Findutils                            | |                                                | 4.4.2             |
| Flex                                 | flex (fast تحليل المفردات generator) is a برمجيات حرة alternative to lex. | رخص بي إس دي                                   | 2.5.37            |
| أوك                                  | Gawk is a لغة برمجة that is designed for processing text-based data, either in files or data streams | رخصة جنو العمومية                              | 4.1.3             |
| تجميعة مصرفات جنو                    | The GNU Compiler Collection (usually shortened to GCC) is a مترجم (مجمع) system produced by the مشروع جنو supporting various لغة برمجةs | رخصة جنو العمومية                              | 5.3.0             |
| GDBM                                 | GDBM simple محرك قاعدة بيانات ‏s | رخصة جنو العمومية                              | 1.11              |
| Gettext                              | Gettext is the جنو توطين وعولمة (معلوماتية) (i18n) library. | رخصة جنو العمومية                              | 0.19.7            |
| مكتبة جنو لسي                        | The GNU C Library, commonly known as glibc, is the مكتبة سي المعيارية released by the مشروع جنو. | رخصة جنو العمومية                              | 2.23              |
| GMP                                  | The GNU Multiple-Precision Library, also known as GMP, is a برمجيات حرة library for حساب دقيق تعسفي، operating on signed عدد صحيحs, عدد كسري، and عدد فاصل عائم numbers. | رخصة جنو العمومية                              | 6.1.0             |
| Gperf                                | A perfect hash function generator. For a given list of strings, it produces a hash function and hash table, in form of C or C++ code, for looking up a value depending on the input string. The hash function is perfect, which means that the hash table has no collisions, and the hash table lookup needs a single string comparison only. | رخصة جنو العمومية                              | 3.0.4             |
| جريب (يونكس)                         | grep is a واجهة سطر الأوامر text search utility originally written for يونكس. | رخصة جنو العمومية                              | 2.23              |
| Groff                                | Groff is the جنو replacement for the تروفف and nroff معالج كلماتs. | رخصة جنو العمومية                              | 1.22.3            |
| جنو جرب                              | GNU GRUB (short for GNU GRand Unified Bootloader) is a إقلاع (حاسوب) package from the مشروع جنو. | رخصة جنو العمومية                              | 2.02~beta2        |
| جي زيب                               | Gzip is a برمجيات تطبيقية used for ضغط بيانات. gzip is short for GNU zip | رخصة جنو العمومية                              | 1.6               |
| Iana-Etc.                            | |                                                | 2.30              |
| Inetutils                            | Lists notable نظام إدارة الحزم developed for or maintained by the مؤسسة البرمجيات الحرة as part of the مشروع جنو |                                                | 1.9.4             |
| Intltool                             | |                                                | 0.51.0            |
| iproute2                             | A collection of مساحة المستخدم utilities for controlling and monitoring various aspects of تشبيك حاسوبي in the نواة لينكس، including تسيير، السطح البيني للشبكةs, tunnels, traffic control ‏, and network-related مشغل (حاسوب)s. |                                                | 4.4.0             |
| Kbd                                  | A package contains tools for managing the Linux console (Linux console, virtual terminals on it, keyboard, etc.). Mainly, what they do is loading console fonts and keyboard maps. Also this package contains a set of various fonts and keyboard maps.                                                                                       | رخصة جنو العمومية                              | 2.0.3             |
| وحدات الأنوية قابلة التحميل          | A multi-call binary which implements the programs used to control Linux Kernel modules. | رخصة جنو العمومية الصغرى رخصة جنو العمومية     | 22                |
| لاس (أمر يونكس)                      | less is a terminal pager برنامج on يونكس، مايكروسوفت ويندوز and شبيه يونكس systems used to view (but not change) the contents of a ملف نصي one screen at a time. | Dual: either رخصة جنو العمومية or رخص بي إس دي | 458               |
| LFS-Bootscripts                      | |                                                | 7.9 (20150222)    |
| Libcap                               | |                                                | 2.25              |
| Libpipeline                          | |                                                | 1.4.1             |
| Libtool                              | GNU Libtool is a جنو أدوات البرمجة from the نظام بناء جنو used for creating portable compiled مكتبة برمجية. | رخصة جنو العمومية                              | 2.4.6             |
| نواة لينكس                           | The Linux kernel is an operating system نواة (نظم تشغيل) used by the جنو/لينكس family of شبيه يونكس نظام تشغيلs. | رخصة جنو العمومية                              | 4.4.2             |
| جنو إم4                              | GNU m4 is the جنو version of the إم 4(معالج كمبيوتر) macro preprocessor. | رخصة جنو العمومية                              | 1.4.17            |
| صنع (برمجة)                          | Make is a برمجيات الخدمات for automatically build ‏ing executable programs and libraries from كود مصدري. | رخصة جنو العمومية                              | 4.1               |
| Man-DB                               | |                                                | 2.7.5             |
| صفحة دليل (يونكس)                    | A man page (short for manual page) is a form of online software documentation usually found on a يونكس or شبيه يونكس operating system. |                                                | 4.04              |
| MPC (C library)                      | |                                                | 1.0.3             |
| MPFR                                 | GNU C library for multiple-precision floating-point computations with correct rounding. |                                                | 3.1.3             |
| إن كيرسيس Ncurses                    | A programming library for writing text user interfaces in a terminal-independent manner |                                                | 6.0               |
| باتش (يونكس)                         | |                                                | 2.7.5             |
| بيرل                                 | A dynamic interpreted programming languages |                                                | 5.22.1            |
| Pkg-config                           | |                                                | 0.29              |
| Procps                               | |                                                | 3.3.11            |
| Psmisc                               | |                                                | 22.21             |
| Readline                             | GNU readline is a مكتبة برمجية created and maintained by the مشروع جنو. | رخصة جنو العمومية                              | 6.3               |
| عطش                                  | sed (stream editor) is a يونكس utility that (a) parses text files and (b) implements a لغة برمجة which can apply textual transformations to such files. | رخصة جنو العمومية                              | 4.2.2             |
| Shadow                               | |                                                | 4.2.1             |
| Sysklogd                             | |                                                | 1.5.1             |
| نظام تمهيد                           | |                                                | 2.88dsf           |
| تار (حوسبة)                          | tar is a program provides the ability to create tar archives, as well as various other kinds of manipulation. | رخصة جنو العمومية                              | 1.28              |
| تي سي إل                             | |                                                | 8.6.4             |
| Texinfo                              | A typesetting syntax used for generating documentation in both on-line also printed form and the official documentation format of the GNU project. | رخصة جنو العمومية                              | 6.1               |
| tzdata                               | |                                                | 2016a             |
| Udev Configuration Tarball           | |                                                | udev-lfs-20140408 |
| Util-linux-ng                        | |                                                | 2.27.1            |
| فيم (محرر نصوص) لغة files (optional) | |                                                | 7.4               |
| XML::Parser                          | |                                                | 2.44              |
| XZ Utils                             | |                                                | 5.2.2             |
| زي ليب                               | زي ليب هي مكتبة برمجية تستخدم لضغط البيانات. | رخصة زي ليب                                    | 1.2.8             |

## وصلات خارجية
- اخبار لينكس من البداية
- (بالإنجليزية) الموقع الرسمي